# Sistema Tecnológico de Monterrey
Desde la presidencia del Tecnológico de Monterrey se supervisa la operación de las siguientes instituciones:
- Instituto Tecnológico y de Estudios Superiores de Monterrey
- Universidad TecMilenio
- Tec Salud
- Sorteos Tec

## Historia
Fundado en 1943 por don Eugenio Garza Sada y  un grupo de empresarios, quienes constituyeron una asociación civil denominada Enseñanza e Investigación Superior, A. C., la cual creó, el 6 de septiembre de ese año, el Tecnológico de Monterrey , Institución de educación superior, que inició su actividad académica con 350 alumnos que acudían a una vieja casona de dos pisos ubicada en el centro de la ciudad de Monterrey, Nuevo León, México.
La expansión geográfica del Tecnológico de Monterrey fue posible gracias al apoyo de grupos de personas de diferentes regiones de la República Mexicana, quienes a su vez se constituyeron en organizaciones civiles patrocinadoras de los diferentes campus.
Los consejeros de estas asociaciones civiles se reúnen anualmente con el propósito de revisar los resultados del periodo anterior, así como para establecer las nuevas metas y estrategias que deben orientar las decisiones del Sistema Tecnológico de Monterrey.

## Entidades que conforman la Presidencia del Tecnológico de Monterrey

### Instituto Tecnológico y de Estudios Superiores de Monterrey
El Instituto Tecnológico y de Estudios Superiores de Monterrey conformado por 26 campus en todo México y 22 oficinas de enlace en todo el mundo. Ofrece más de 60 carreras profesionales y 4 modalidades de preparatoria. Además de los programas presenciales de posgrado, el instituto imparte cursos de manera remota. La oferta alcanza a otros países de América Latina, y es la siguiente:
- 22 maestrías
- 1 doctorado
- 4 especialidades

Rector del Tecnológico de Monterrey: David Garza Salazar

### Universidad Tecmilenio
La Universidad Tecmilenio está conformada por 29 campus en todo México y un campus en línea. Ofrece 2 modalidades de preparatoria, 22 carreras profesionales y 6 maestrías.
Visión: Personas positivas con Propósito de vida y competencias para alcanzarlo.
Reconocida como la 1.er Universidad Positiva en el mundo por el Dr. Martin Seligman creador del campo de la Psicología Positiva.
Tiene un modelo educativo de Universidad identificado por 3 diferenciadores:
- Experiencia educativa a la medida
- Aprender haciendo
- El mejor lugar para ser feliz.

Rector de la Universidad Tecmilenio: Dr. Héctor Mauricio Escamilla Santana (2009-2020)

### TecSalud
Es el Sistema de Salud del Tecnológico de Monterrey. Integra servicios clínicos, educativos y de investigación, a través de sus centros médico-académicos. Está conformado por la Escuela de Medicina y Ciencias de la Salud, los hospitales San José y Zambrano Hellion, los Institutos de Salud y la Fundación TecSalud.
Rector TecSalud: Guillermo Torre-Amione

### Otras Entidades
- Sorteo Tec
- Red de Filantropía y Amigos del Tec
- Campañas Financieras
- Arte (asociación_civil)
- NIC México

## Presidentes/Rectores del Tecnológico de Monterrey
- Ing. León Ávalos Vez, Director (1943-1947)
- Lic. Roberto Guajardo Suárez, Director (1947-1951)
- Ing. Víctor Bravo Ahuja, Rector del Tecnológico de Monterrey (1951-1958)
- Ing. Fernando García Roel, Rector del Tecnológico de Monterrey (1960-1984)
- Dr. Rafael Rangel Sostmann, Rector del Sistema Tecnológico de Monterrey (1985-2011)
- David Noel Ramírez, Rector del Tecnológico de Monterrey (2011 - 2017)
- Ing. Salvador Alva Gómez, Presidente del Tecnológico de Monterrey (2017 - 2019)
- Dr. David Garza Salazar, Rector y Presidente Ejecutivo del Tecnológico de Monterrey (2020-)

## Consejos Directivos de Asociaciones Civiles
Consejos Directivos de las Asociaciones Civiles que patrocinan Campus del Sistema Tecnológico de Monterrey
- Educación Superior del Sureste, A. C., Campus Chiapas
- Educación Superior del Norte, A. C., Campus Chihuahua
- Enseñanza e Investigación del Estado de Veracruz, A. C., Campus Central de Veracruz
- Tecnología e Investigación Superior de México, A. C., Campus Ciudad de México
- Estudios Superiores e Investigación de Ciudad Juárez, A. C., Campus Ciudad Juárez
- Educación Superior del Noroeste, A. C., Campus Ciudad Obregón
- Educación Superior de Colima, A. C., Campus Colima
- Patronato del Tecnológico de Monterrey Campus Cuernavaca, A. C., Campus Cuernavaca
- Enseñanza Tecnológica del Estado de México, A. C., Campus Estado de México
- Enseñanza y Educación Superior de Occidente, A. C., Campus Guadalajara
- Educación Superior de Irapuato, A. C., Campus Irapuato
- Educación y Tecnología de la Laguna, A. C., Campus Laguna
- Educación Superior del Bajío, A. C., Campus León
- Enseñanza y Tecnología del Pacífico, A. C., Campus Mazatlán
- Enseñanza e Investigación Superior de Morelia, A. C., Campus Morelia
- Enseñanza e Investigación de Puebla, A. C., Campus Puebla
- Educación Superior del Centro, A. C., Campus Querétaro
- Enseñanza Media y Superior, A. C., Campus Sinaloa
- Cultura y Enseñanza Superior del Norte de Sonora, A. C., Campus Sonora Norte
- Educación Superior de Tamaulipas, A. C., Campus Tampico
- Educación Superior y Promoción Cultural de Toluca, A. C., Campus Toluca
- Enseñanza e Investigación Superior de Zacatecas A. C., Campus Zacatecas